# Леандро Кастан
Леандро Кастан да Силва (на португалски език - Leandro Castán da Silva) е бразилски футболист, защитник.

## Кариера
През 2005 г. дебютира си в бразилската Серия А. През 2007 г. преминава в шведския Хелсинборг. Там прекарва само един сезон.
От 2010 до 2012 г., с екипа на Коринтианс достига финал за Копа Либертадорес.
На 2 юли 2012 г. е закупен от италианския Рома за сумата от 5,5 млн. евро.

## Отличия
- Бразилия Серия А – 1 път шампион (2011) с Коринтианс